# Aleea Clasicilor Culturii Naționale din Bălți
Aleea Clasicilor Culturii Naționale din Bălți, inaugurată pe data de 17 iulie 2010, se află în centrul orașului, în scuarul "Meșterul Popular", rebotezat în „Scuarul Clasicilor” . La eveniment au fost prezente mai multe personalități ale vieții spirituale - Gheorghe Postică, viceministrul Culturii, Mihai Cimpoi, președintele Uniunii Scriitorilor din R. Moldova, un sobor de preoți de la Catedrala „Sf. Nicolae” din municipiul Bălți, administrația locală, profesori, oameni de afaceri, copii, dar și fiul marelui poet Grigore Vieru, Călin Vieru . La festivități au fost prezenți și actorii Teatrului Național „Vasile Alecsandri” din Bălți. Actorii au recitat fragmente din operele lui Eminescu, Creangă și Vieru. La deschiderea Aleii, panglica a fost tăiată de primarul de Bălți, Vasile Panciuc, și de viceministrul Gheorghe Postică .
Primele trei busturi instalate pe Alee sunt ale lui Mihai Eminescu, Ion Creangă și Grigore Vieru .
Construcția complexului „Aleea Clasicilor” din Bălți a costat peste jumătate de milion de lei, cheltuielile fiind suportate exclusiv de oameni de afaceri locali. Sponsorii principali ai celor trei monumente și a arcului cu coloane sunt Tudor Ciobanu, Boris Marcoci și Vasile Herdic . Arhitectii autori al complexului sunt Ivan Macovschi, Anatol Cecan, Boris Gritunic. Autorul celor trei scriitori este sculptorul ieșean Gheorghe Gheorghiță. Fiecare monument are o inaltime de circa 2,5 metri. Busturile cioplite in piatra sunt amplasate pe postamente din granit .

Complexul include și o arcadă cu cinci coloane, pe firmamentul căreia este inscripționat un vers din balada „Miorița”: „Pe-un picior de plai...” . De la arc, sub forma unor raze, vor porni câteva alei pe care vor fi instalate busturi ale scriitorilor .
| Bust           | Anul instalării | Sculptor            | Imagine |
| -------------- | --------------- | ------------------- | ------- |
| Ion Creangă    | 2010            | Gheorghe Gheorghiță |         |
| Mihai Eminescu | 2010            | Gheorghe Gheorghiță |         |
| Grigore Vieru  | 2010            | Gheorghe Gheorghiță |         |